# Мальдонадо (департамент)
Мальдонадо (исп. Maldonado) — департамент в южной части Уругвая. Площадь составляет 4 793 км² (2,71 % от общей площади страны). Административный центр — одноимённый город, расположен в 140 км от столицы страны, города Монтевидео.

## География и климат

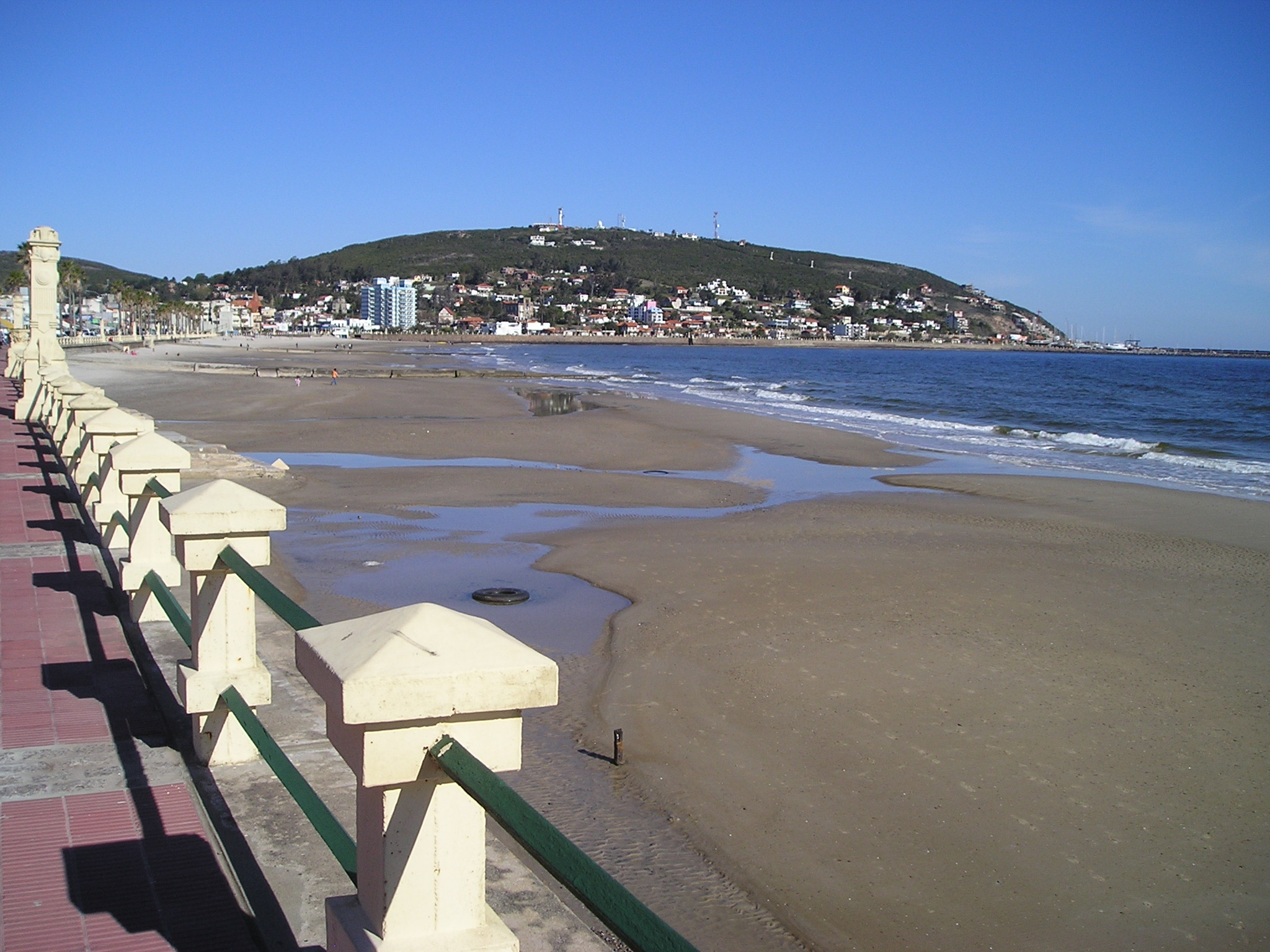
Пириаполис

Север департамента горист, здесь расположена высшая точка страны — гора Серро-Катедрал (514 м). Центральные районы холмисты, средняя высота — около 150 м над уровнем моря. Юг занимает прибрежная равнина Атлантического океана и несколько гряд холмов. Климат — субтропический, влажный, со средней температурой 17 °С и среднегодовым уровнем осадков — около 1000 мм. Наиболее плодородные почвы находятся в западной части департамента.

## Население
Население по данным переписи 2004 года составляет 140 192 человек. Плотность населения — 29,25 чел./км². Рождаемость — 17,1 на 1000 человек. Смертность — 7,06 на 1000 человек. Средний возраст населения — 31 год (30,1 у мужчин и 32 — у женщин). Средняя продолжительность жизни — 76,2 лет (72,19 — у мужчин и 80,37 — у женщин).
Крупные города:
| Город                    | Население, чел. (2011) |
| ------------------------ | ---------------------- |
| Мальдонадо               | 62 590                 |
| Сан-Карлос               | 27 471                 |
| Пинарес — Лас-Делисиас   | 9819                   |
| Пунта-дель-Эсте          | 9277                   |
| Пириаполис               | 8830                   |
| Серро-Пеладо             | 8177                   |
| Пан-де-Асукар            | 6597                   |
| Сан-Рафаэль — Эль-Пласер | 3146                   |
| Ла-Капуера               | 2838                   |
| Айгуа                    | 2465                   |
| Баррио-Ипподромо         | 1973                   |

## Административное деление
Департамент Мальдонадо делится на 8 муниципалитетов:

Муниципалитеты департамента Мальдонадо.

| № | Муниципалитет                    | Население, чел. (2011) | Площадь, км² |
| - | -------------------------------- | ---------------------- | ------------ |
| 1 | Айгуа (Aiguá)                    | 4 500                  | 1 246        |
| 2 | Гарсон (Garzón)                  | 900                    | 719          |
| 3 | Мальдонадо (Maldonado)           | 105 000                | 192          |
| 4 | Пан-де-Асукар (Pan de Azúcar)    | 9 500                  | 719          |
| 5 | Пириаполис (Piriápolis)          | 14 000                 | 192          |
| 6 | Пунта-дель-Эсте (Punta del Este) | 15 000                 | 48           |
| 7 | Сан-Карлос (San Carlos)          | 27 000                 | 1 438        |
| 8 | Солис-Гранде (Solís Grande)      | 4 600                  | 240          |